# Torneo Regional del Noroeste 2006
El Torneo Regional del Noroeste 2006 fue la octava edición de la competición regional de rugby del noroeste Argentino. Con clubes de la Unión de Rugby de Tucumán, Jujuy, Salta y Santiago del Estero en 3 categorías.
Tucumán Rugby se consagró campeón al vencer a Universitario en la final.

## Forma de disputa
Se jugó una primera fase, dividida en dos zonas a una rueda todos contra todos, entre 17 equipos donde los primeros 4 primeros de cada zona clasificaron a la Copa oro. Los ocho mejores de la copa oro clasificaron a una fase final eliminatoria para definir al campeón.

## Equipos
| Unión                      | Equipo               | Ciudad                |
| -------------------------- | -------------------- | --------------------- |
| Unión de Rugby de Tucumán  | Cardenales           | San Miguel de Tucumán |
| Unión de Rugby de Tucumán  | Universitario        | San Miguel de Tucumán |
| Unión de Rugby de Tucumán  | Huirapuca            | Concepción            |
| Unión de Rugby de Tucumán  | Jockey Club          | Yerba Buena           |
| Unión de Rugby de Tucumán  | Tarcos               | San Miguel de Tucumán |
| Unión de Rugby de Tucumán  | Natación y Gimnasia  | San Miguel de Tucumán |
| Unión de Rugby de Tucumán  | Lawn Tennis          | San Miguel de Tucumán |
| Unión de Rugby de Tucumán  | Tucumán Rugby        | Yerba Buena           |
| Unión de Rugby de Tucumán  | Bajo Hondo           | San Miguel de Tucumán |
| Unión de Rugby de Tucumán  | Lince                | San Miguel de Tucumán |
| Unión de Rugby de Tucumán  | Corsarios            | Tafí Viejo            |
| Unión de Rugby de Salta    | Gimnasia y Tiro      | Salta                 |
| Unión de Rugby de Salta    | Jockey Club          | Salta                 |
| Unión de Rugby de Salta    | Tigres               | San Lorenzo           |
| Unión de Rugby de Salta    | Universitario        | Salta                 |
| Unión de Rugby de Salta    | Tiro Federal         | Salta                 |
| Unión Santiagueña de Rugby | Old Lions            | Santiago del Estero   |
| Unión Santiagueña de Rugby | Santiago Lawn Tennis | Santiago del Estero   |

### Distribución geográfica de los equipos
| Jurisdicción                     | Cant. | Equipos |
| -------------------------------- | ----- | --- |
| Provincia de Tucumán             | 11    | Universitario, Lawn Tennis, Los Tarcos,Tucuman Rugby, Huirapuca, Cardenales, Lince, Natación y Gimnasia, Jockey Club Corsarios y Bajo Hondo |
| Provincia de Salta               | 4     | Jockey Club, Universitario, Gimnasia y Tiro y Tiro Federal                                                                                  |
| Provincia de Santiago del Estero | 2     | Old Lions y Santiago Lawn Tennis |

## Primera fase

### Zona A
| Pos. | Equipo              | Encuentros | Encuentros | Encuentros | Encuentros | Puntos |
| Pos. | Equipo              | PJ         | PG         | PE         | PP         | Puntos |
| ---- | ------------------- | ---------- | ---------- | ---------- | ---------- | ------ |
| 1.º  | Universitario (T)   | 7          | 5          | 0          | 2          | 26     |
| 2.º  | Old Lions           | 7          | 5          | 0          | 2          | 23     |
| 3.º  | Universitario (S)   | 7          | 5          | 0          | 2          | 23     |
| 4.º  | Huirapuca           | 7          | 4          | 1          | 2          | 22     |
| 5.º  | Cardenales          | 7          | 3          | 1          | 3          | 18     |
| 6.º  | Natación y Gimnasia | 7          | 4          | 0          | 3          | 17     |
| 7.º  | Tiro Federal        | 7          | 0          | 1          | 6          | 6      |
| 8.º  | Lince               | 7          | 0          | 1          | 6          | 4      |

|  | Clasificados a la copa oro |

### Zona B
| Pos. | Equipo                 | Encuentros | Encuentros | Encuentros | Encuentros | Puntos |
| Pos. | Equipo                 | PJ         | PG         | PE         | PP         | Puntos |
| ---- | ---------------------- | ---------- | ---------- | ---------- | ---------- | ------ |
| 1.º  | Lawn Tennis            | 8          | 8          | 0          | 0          | 36     |
| 2.º  | Tarcos                 | 8          | 6          | 1          | 1          | 29     |
| 3.º  | Jockey Club de Salta   | 8          | 5          | 1          | 2          | 28     |
| 4.º  | Tucumán Rugby          | 8          | 5          | 1          | 2          | 27     |
| 5.º  | Gimnasia y Tiro        | 8          | 2          | 0          | 6          | 14     |
| 6.º  | Santiago Lawn Tennis   | 8          | 4          | 1          | 3          | 14     |
| 7.º  | Jockey Club de Tucumán | 8          | 3          | 0          | 5          | 14     |
| 8.º  | Corsarios              | 8          | 1          | 0          | 7          | 8      |
| 9.º  | Bajo Hondo             | 8          | 0          | 0          | 8          | 1      |

|  | Clasificados a la copa oro |

## Copa Oro
| Pos. | Equipo            | Encuentros | Encuentros | Encuentros | Encuentros | Puntos |
| Pos. | Equipo            | PJ         | PG         | PE         | PP         | Puntos |
| ---- | ----------------- | ---------- | ---------- | ---------- | ---------- | ------ |
| 1.º  | Universitario (T) | 14         | 9          | 0          | 5          | 47     |
| 2.º  | Los Tarcos        | 14         | 8          | 1          | 5          | 47     |
| 3.º  | Tucuman Rugby     | 14         | 9          | 0          | 5          | 46     |
| 4.º  | Lawn Tennis       | 14         | 10         | 0          | 4          | 46     |
| 5.º  | Huirapuca         | 14         | 9          | 0          | 5          | 44     |
| 6.º  | Universitario (S) | 14         | 5          | 0          | 9          | 30     |
| 7.º  | Jockey Club (S)   | 14         | 4          | 0          | 10         | 26     |
| 8.º  | Old Lions         | 14         | 1          | 1          | 12         | 7      |

## Fase Final
|  | Semifinal | Semifinal         | Semifinal         |                   |               | Final | Final | Final |  |
|  |           |                   |                   |                   |               |       |       |       |  |
|  |           |                   |                   |                   |               |       |       |       |  |
|  | 1         | Tucumán Rugby     |                   |                   |               |       |       |       |  |
|  | 1         | Tucumán Rugby     |                   |                   |               |       |       |       |  |
|  | 4         | Tarcos            |                   |                   |               |       |       |       |  |
|  | 4         | Tarcos            |                   | Tucumán Rugby     | Tucumán Rugby | 47    |       |       |  |
|  |           |                   |                   | Tucumán Rugby     | Tucumán Rugby | 47    |       |       |  |
|  |           |                   | Universitario (T) | Universitario (T) | 12            |       |       |       |  |
|  | 3         | Universitario (T) | Universitario (T) | Universitario (T) | 12            |       |       |       |  |
|  | 3         | Universitario (T) |                   |                   |               |       |       |       |  |
|  | 2         | Lawn Tennis       |                   |                   |               |       |       |       |  |
|  | 2         | Lawn Tennis       |                   |                   |               |       |       |       |  |
|  |           |                   |                   |                   |               |       |       |       |  |

| Campeón Tucuman Rugby |